# Ulak Lebar (Lahat)
Ulak Lebar is een bestuurslaag in het regentschap Lahat van de provincie Zuid-Sumatra, Indonesië. Ulak Lebar telt 817 inwoners (volkstelling 2010).